# New Concord
New Concord je vesnice v Muskingum Country v Ohiu ve Spojených státech. Podle sčítání lidu z roku 2000 měl New Concord 2 651 obyvatel. Jeho rozloha je 3,9 km2.
Nejslavnějším rodákem obce je americký astronaut John Glenn. Narodili se zde také spoluzakladatel a první rektor University of Chicago William Rainey Harper a senátor za Ohio David W. Stewart.
Pro New Concord jsou charakteristické mosty ve tvaru S. Nachází se zde Muskingum College.